# Brian Daley
Brian Daley (ur. 18 stycznia 1940) – jezuita, profesor teologii na Uniwersytet Notre Dame. 
Święcenia kapłańskie przyjął w 1970. Były przewodniczący North American Patristics Society. Specjalizuje się w patrystyce i teologii dogmatycznej. Tłumaczył na angielski ojców Kościoła oraz Hansa Ursa von Balthasara. Zajmuje się również duchowością jezuitów. Uczestniczy w dialogu teologicznym z prawosławnymi, jest sekretarzem wykonawczym amerykańskiej komisji ds. relacji z Kościołem prawosławnym. 28 września 2012 został ogłoszony laureatem Nagrody Ratzingera.

## Prace
- Gregory of Nazianzus (London: Routledge, 2006).
- Cosmic Liturgy: The Universe According to Maximus the Confessor (San Francisco: Ignatius Press, 2003).
- On the Dormition of Mary: Early Patristic Homilies (Crestwood, N.Y.: St. Vladimir's Seminary Press, 1998).
- The Hope of the Early Church: A Handbook of Patristic Eschatology (Cambridge: Cambridge University Press, 1991).